# Greenwich Society of Artists
Die Greenwich Society of Artists (heute: Greenwich Art Society) wurde 1912 als Ableger der Cos Cob Art Colony offiziell 1912 auf Initiative einer ihrer damaligen Mäzene in Greenwich, Louisine Havemeyer, gegründet. Sie ist eine der ältesten Kunstorganisationen in Connecticut (und die älteste in Greenwich). Gründer waren Pioniere der Cos Cob Colony of the American Impressionists. Erster Präsident war Edward Clark Potter, der Bildhauer der Löwen in der New York Public Library. Zu den frühen Mitgliedern gehörten Leonard Ochtman, Elmer MacRae, George Wharton Edwards, J. Alden Twachtman (Sohn von John Henry Twachtman) und viele andere bekannte Künstler und Mäzene.
Die Ausstellungen der Gesellschaft fanden in dem Haus auf dem Hügel statt, das Robert M. Bruce der Stadt geschenkt hatte und das später zum Bruce-Museum wurde. 1912 fand dort die erste Ausstellung der Greenwich Society of Artists statt. Im Jahr 1928 zog die prestigeträchtige jährliche Mitgliederausstellung in die Flinn Gallery der Greenwich Library um.

## Bruce-Museum
Robert Moffat Bruce (1822–1909), ein wohlhabender Textilkaufmann und Mitglied der New Yorker Baumwollbörse, erwarb 1858 Haus und Grundstück. 1908 vermachte Robert Moffat Bruce sein Anwesen der Stadt Greenwich mit der Auflage, es als „naturhistorisches, historisches und künstlerisches Museum zum Wohle und Nutzen der Öffentlichkeit“ zu nutzen. Die erste Ausstellung im Bruce Museum fand 1912 statt und zeigte Werke lokaler Künstler, die unter dem Namen Greenwich Society of Artists bekannt waren und von denen einige Mitglieder der Cos Cob Art Colony waren. Die Cos Cob School ist heute ein wichtiger Teil der Geschichte der amerikanischen Malerei und bildet den Kern der Sammlung des Museums mit Gemälden, Aquarellen, Skizzenbüchern und Notizbüchern von Künstlern wie Leonard Ochtman und Mina Fonda Ochtman, George Wharton Edwards und Hobart B. Jacobs.
Im Laufe der Jahre wuchs die Sammlung des Museums dank der Großzügigkeit der Gemeinde auf fast 15.000 Objekte aus Kunst und Wissenschaft an. Neben dem Interesse an den Malern Connecticuts und ihren Gemälden widmeten sich die ersten Direktoren des Bruce-Museum wie Ray Owen, Paul Howes und Jack Clark auch der Entwicklung der Naturwissenschaften und bauten insbesondere die Mineralien- und Vogelsammlung aus. Im Jahr 1992 wurde das 139 Jahre alte Gebäude des Bruce Museum vollständig renoviert. Das neu gestaltete Bruce Museum („the Bruce“) wurde im September 1993 wiedereröffnet und ist ein architektonisches Musterbeispiel für Museumsarchitektur.